# Cees van Kooten
Cornelius van Kooten detto Cees (Alblasserdam, 20 agosto 1948 – Deventer, 24 agosto 2015) è stato un allenatore di calcio e calciatore olandese, attaccante della nazionale olandese.

## Carriera

### Giocatore

#### Club
Dopo aver iniziato la carriera tra le file dell'Hermes DVS, van Kooten gioca una stagione nell'Utrecht. Nell'estate del 1971 passa al Lilla, dove rimane fino a gennaio, prima di trasferirsi al Telstar. Al Telstar rimane fino al 1976, anno del trasferimento al Go Ahead Eagles. In questo periodo inizierà ad essere convocato regolarmente per giocare in Nazionale. Nel 1982 si trasferisce al PEC Zwolle, dove rimane fino al ritiro, avvenuto tre anni più tardi.

#### Nazionale
Van Kooten ha giocato in totale 9 partite con la nazionale olandese, segnando 4 goal. L'esordio è avvenuto il 29 aprile 1981, nella vittoria contro Cipro, in cui segna la rete che decide l'incontro. Le altre tre reti in Nazionale di van Kooten vengono siglate contro Belgio e Malta (segna una doppietta).

### Allenatore
Dopo il ritiro inizia, nel 1994, la carriera da allenatore, che lo porta alla guida di N.E.C. e R.K.C. Waalwijk.

## Statistiche

### Cronologia presenze e reti in nazionale
| Cronologia completa delle presenze e delle reti in nazionale ― Paesi Bassi | Cronologia completa delle presenze e delle reti in nazionale ― Paesi Bassi | Cronologia completa delle presenze e delle reti in nazionale ― Paesi Bassi | Cronologia completa delle presenze e delle reti in nazionale ― Paesi Bassi | Cronologia completa delle presenze e delle reti in nazionale ― Paesi Bassi | Cronologia completa delle presenze e delle reti in nazionale ― Paesi Bassi | Cronologia completa delle presenze e delle reti in nazionale ― Paesi Bassi | Cronologia completa delle presenze e delle reti in nazionale ― Paesi Bassi |
| Data                                                                       | Città                                                                      | In casa                                                                    | Risultato                                                                  | Ospiti                                                                     | Competizione                                                               | Reti                                                                       | Note                                                                       |
| -------------------------------------------------------------------------- | -------------------------------------------------------------------------- | -------------------------------------------------------------------------- | -------------------------------------------------------------------------- | -------------------------------------------------------------------------- | -------------------------------------------------------------------------- | -------------------------------------------------------------------------- | -------------------------------------------------------------------------- |
| 29-4-1981                                                                  | Nicosia                                                                    | Cipro                                                                      | 0 – 1                                                                      | Paesi Bassi                                                                | Qual. Mondiali 1982                                                        | 1                                                                          |                                                                            |
| 1-9-1981                                                                   | Zurigo                                                                     | Svizzera                                                                   | 2 – 1                                                                      | Paesi Bassi                                                                | Amichevole                                                                 | -                                                                          | 46’                                                                        |
| 9-9-1981                                                                   | Rotterdam                                                                  | Paesi Bassi                                                                | 2 – 2                                                                      | Irlanda                                                                    | Qual. Mondiali 1982                                                        | -                                                                          |                                                                            |
| 14-10-1981                                                                 | Rotterdam                                                                  | Paesi Bassi                                                                | 3 – 0                                                                      | Belgio                                                                     | Qual. Mondiali 1982                                                        | 1                                                                          | 46’                                                                        |
| 18-11-1981                                                                 | Parigi                                                                     | Francia                                                                    | 2 – 0                                                                      | Paesi Bassi                                                                | Qual. Mondiali 1982                                                        | -                                                                          |                                                                            |
| 25-5-1982                                                                  | Londra                                                                     | Inghilterra                                                                | 2 – 0                                                                      | Paesi Bassi                                                                | Amichevole                                                                 | -                                                                          | 71’                                                                        |
| 22-9-1982                                                                  | Rotterdam                                                                  | Paesi Bassi                                                                | 2 – 1                                                                      | Irlanda                                                                    | Qual. Euro 1984                                                            | -                                                                          | 80’                                                                        |
| 19-12-1982                                                                 | Aquisgrana                                                                 | Malta                                                                      | 0 – 6                                                                      | Paesi Bassi                                                                | Qual. Euro 1984                                                            | 2                                                                          |                                                                            |
| 27-4-1983                                                                  | Utrecht                                                                    | Paesi Bassi                                                                | 0 – 3                                                                      | Svezia                                                                     | Amichevole                                                                 | -                                                                          | 46’                                                                        |
| Totale                                                                     |                                                                            | Presenze                                                                   | 9                                                                          |                                                                            | Reti                                                                       | 4                                                                          |                                                                            |